# Megan Danso
Megan Danso (* 26. April 1990 in Victoria, British Columbia) ist eine kanadische Schauspielerin.

## Leben
Megan Danso gab 2007 ihr Debüt in der kanadisch-amerikanischen Fernsehserie Painkiller Jane und wirkte seither vorwiegend in Fernsehserien mit. Seit 2013 hat sie die Rolle der Deni in der Science-Fiction-Serie Falling Skies inne und wurde damit auch einem breiteren deutschsprachigen Publikum bekannt.

## Filmografie (Auswahl)
- 2007: Painkiller Jane (Episode 1x13)
- 2009: Jennifer’s Body – Jungs nach ihrem Geschmack (Jennifer’s Body, Film)
- 2009: Troop – Die Monsterjäger (The Troop, 2 Episoden)
- 2013: Cult (Episode 1x09)
- 2013: The Killing (Episode 3x04)
- 2013: Supernatural (Episode 8x18)
- 2013: Continuum (Episode 2x12)
- 2013–2015: Falling Skies
- 2014: Almost Human (Episode 1x10)
- 2015: Fifty Shades of Grey (Film)
- 2015: Motive (Episode 3x06)
- 2015: Fear the Walking Dead (Fernsehserie, 1 Episode)
- 2016–2019 The 100 (Fernsehserie, 5 Episoden)
- 2017 Girlfriends’ Guide to Divorce (Fernsehserie, 3 Episoden)
- 2017: When We Rise (Fernsehmehrteiler, 1 Episode)
- 2018: Reverie (Fernsehserie, 1 Episode)
- 2020 Altered Carbon – Das Unsterblichkeitsprogramm (Altered Carbon, Fernsehserie, 1 Episode)
- 2020 Mysterious Mermaids (Fernsehserie, 5 Episoden)